# Зборівський договір Кримського ханства з Річчю Посполитою 1649
Зборівський договір Кримського ханства з Річчю Посполитою 1649 — договір, укладений між кримським ханом Іслам-Гіреєм III і польським королем Яном II Казимиром Ваза після Зборівської битви 1649. Переговори розпочалися в ніч на 16(06) серпня листом Яна II Казимира Ваза до Іслам-Гірея III й завершилися 18(08) серпня підписанням договору, текстами якого сторони обмінялися 19 (09) серпня. Договір складався з двох документів: "Пункти трактату з ханом" та "Реверс ханський" ("Лист союзний"). Його умови передбачали:
- укладення "вічної приязні" і надання взаємодопомоги "проти спільного ворога";
- зобов'язання Речі Посполитої виплачувати ханові щорічні "упоминки" (різновид данини);
- виплату викупу в сумі 200 тис. талерів;
- заборону татарам нападати на землі Речі Посполитої;
- залишення 40-тис. Війська Запорозького "при давніх вольностях" відповідно до укладеної "з ним окремої угоди";
- дозвіл короля на залучення ханом "для допомоги" Війська Запорозького;
- згоду Речі Посполитої на випас татарами худоби й коней над ріками Інгул (притока Південного Бугу) й Велика Вись (притока Синюхи, басейн Півд. Бугу);
- звільнення за 200 тис. талерів обложених жовнірів у м. Збараж та дозвіл татарам брати ясир на українських землях під час повернення до домівок.